# Giovanni Castriota
Giovanni I Castriota (in albanese Gjon Kastrioti, in tedesco Johannes; anche Ivan; Distretto di Mat, ... – 1442 circa) è stato un principe albanese, padre dell'eroe nazionale albanese Giorgio Castriota Scanderbeg, che governò il principato Castriota nel nord dell'odierna Albania dal 1389 fino alla sua morte. Nel 1389 combatté contro gli ottomani al fianco di suo padre Pal Castriota nella battaglia della Piana dei Merli (anche: battaglia del Cossovo). Mentre suo padre morì in battaglia, Giovanni sopravvisse e divenne vassallo al servizio del sultano Murad II.

## Nome
Nei vari documenti il nome "Giovanni" si trova scritto in tanti modi diversi quanti furono gli interlocutori stranieri: veneziani, ragusani, serbi, ottomani. Poiché la lingua albanese, nel Medioevo, non era una lingua liturgica e non aveva ancora sviluppato una propria tradizione scritta, sembra logico che il suo nome si trova trascritto in base alla lingua in cui veniva scritto il documento.
Nei documenti occidentali lo troviamo come "Joan, Janus, Iouan, Johannes, Yuan, Ivan, Juvan, [...] Giovanni, [...] Iohannes". Nei documenti preparati dal suo ufficio in slavo antico appare come "Ivan" (Иван o Иванъ). La cancelleria del monastero di Hilandar trascriveva il nome di Giovanni secondo gli standard stabiliti dalla tradizione dell'antica ortografia slava.
Nei defter ottomani, Giovanni è registrato come "Juvan" e la sua proprietà è registrata come Juvan-ili (la terra di Juvan). Ciò suggerisce che la forma del suo nome, con molta più probabilità, doveva essere Juvan o Jovan. Il nome Jovan è ancora oggi diffuso in alcune regioni dell'Albania, sia tra gli albanesi cristiani di fede ortodossa che tra quelli di fede cattolica. Lo scrittore albanese Aurel Plasari sostiene che la famiglia Castriota appartenesse alla fede ortodossa, più precisamente alla Chiesa ortodossa dell'area serba.

## Biografia
La maggior parte delle fonti tace sulla sua infanzia. È noto che la famiglia Castriota, che apparteneva alla tribù dei Mirditi meridionali, si era stabilita vicino all'odierno confine albanese con il Montenegro e il Kosovo.
Giovanni ereditò da suo padre Pal due villaggi: Sinë e Gardi-Bassa, situati sulle pendici ad ovest del fiume Drin nella Dibra, nel nord-est dell'Albania. Solo successivamente conquistò Mati, la Dibra ed estese il suo dominio da Prizren fino a Shufadaya, sull’Adriatico, tra Durazzo e San Giovanni di Medua. Nel 1395 conquistò Kruja.
I suoi equilibri politici nei rapporti con gli Ottomani, Venezia, Ragusa e altri governanti locali, lo avevano portato ad espandere i territori del suo principato sui resti del impero serbo e a controllare i passaggi in gran parte dei Balcani sud-occidentali, soprattutto dopo la grande sconfitta ad Angora degli eserciti ottomani da parte dei timuridi nel 1402. Nel 1411, Giovanni era diventato così potente da offrire a Venezia 2.300 cavalieri in cambio di una rendita di 1.000 ducati annui.

### La prima coalizione balcanica anti-ottomana

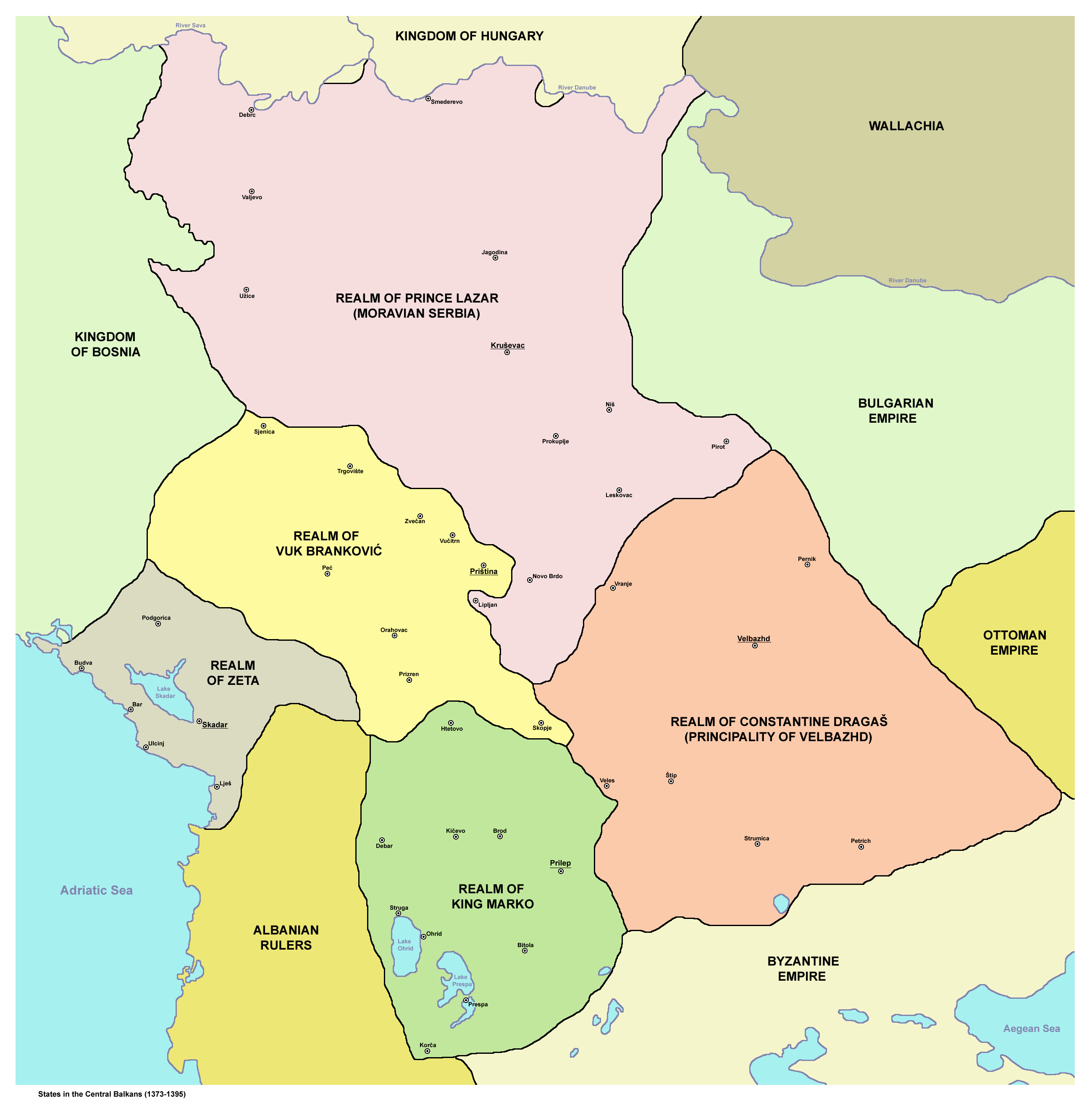
Situazione politica nei Balcani Occidentali alla vigilia della battaglia della Piana dei Merli (1389)

Il primo progetto di una coalizione balcanica anti-ottomana risale al 1359, appena cinque anni dopo l'arrivo degli ottomani in Europa. I principi albanesi, insieme a quelli bosniaci e bulgari, risposero alla richiesta di aiuto dei serbi contro i conquistatori ottomani. Il 15 giugno 1389, la coalizione balcanica (albanesi, bosniaci, bulgari, valacchi, serbi, ungheresi e dalmati) fu sconfitta nella Battaglia della Piana dei Merli da Murad I, sultano dell'Impero Ottomano. Giovanni I Castriota combatté al fianco di suo padre Pal, che morì in battaglia. Successivamente, gli ottomani si stabilirono nei Balcani centrali (Macedonia e Bulgaria). I principi albanesi Giovanni I Castriota, Đurađ II Balšić e Teodoro II Muzaka si ritirarono all'interno dei loro confini, dove riuscirono a resistere agli ottomani e fondarono un'entità cristiana albanese che si estendeva dal confine meridionale di Ragusa al Golfo di Patrasso.

### Giovanni, vasallo ottomano e veneziano
Nel 1389, dopo la sconfitta nella battaglia della Piana dei Merli, Giovanni I, come molti altri Signori albanesi, divenne vassallo ottomano; doveva quindi rendere omaggio al Sultano e sostenere le guerre dello stesso nei Balcani con un suo esercito. Nel 1402 Giovanni sostenne il Sultano Bayezid I nella battaglia di Angora (odierna Ankara), una battaglia tra gli ottomani e i timuridi nella quale questi ultimi vinsero.
In una fase di indebolimento militare del Sultano, Giovanni riuscì con le sue truppe e con l'aiuto della ricchezza acquisita durante il vassallaggio ottomano ad espandere le sue proprietà fino al mare. Secondo lo storico e archivista austriaco Heinrich Kretschmayr, Giovanni era considerato “discretamente potente in Albania”, era diventato cittadino della Repubblica di Venezia e della Repubblica di Ragusa e governava come vassallo ottomano e come “temuto comandante” nella zona da Durazzo fino a Dibër.

I Balcani meridionali intorno al 1410 con il piccolo regno di Giovanni I Castriota a nordovest

Per poter sfuggire alla crescente pressione degli Ottomani, Giovanni stabilì buoni rapporti con la Repubblica di Venezia; nel 1406 fu registrato negli archivi veneziani come “dominus partium Albanie” e nel 1409 come ”magnifici domini Johannis Castrioti” e, per ottenere protezione contro gli ottomani, Giovanni divenne vassallo della Repubblica di Venezia, l'unico paese cattolico a lui vicino.
Giovanni Castriota condusse la sua guerra contro gli ottomani senza sosta dal 1407 al 1430, restandone sconfitto almeno quattro volte, nel 1410, 1416, 1428 e 1430.
Quando Giovanni nel 1410 Giovanni subì la prima sconfitta per mano degli ottomani, comunicò a Venezia di essere stato costretto, come pegno per la sua fedeltà, a consegnare al nemico un figlio come ostaggio. Non dice quale: probabilmente sarà stato Staniša, che com'è noto sposerà una turca dalla quale avrà un figlio con il nome di Hamza Castriota.
Sottomettendosi come vassallo al sultano, Giovanni trasse profitto, arruolando 300 unità dalle truppe ausiliarie ottomane, che nel 1411 offrì alla Repubblica di Venezia come mercenari, assieme a 2.000 dei suoi combattenti, nella lotta contro Balša III. Allo stesso tempo, impedì agli ottomani di valicarele montagne, come disse, "su ispirazione divina ... e per la protezione della fede cristiana". Ancora una volta, Giovanni fu in grado di espandere la sua sfera di controllo nei suoi territori.
Nel 1413, nei documenti veneziani, Giovanni viene citato come "dominus partis Bosine".
Nel 1415, Giovanni, che aveva perso Kruja agli ottomani, dovette riconoscere il sultano come suo Signore, pagandogli un tributo, e il figlio Staniša, dato in ostaggio agli ottomani nel 1410, poté fare ritorno in patria.
Nel 1420 il territorio di Giovanni si era esteso a est quasi fino a Prizren, nell'odierno Kosovo, e a ovest fino ad Alessio nell'odierna Albania. Il 28 gennaio del 1423 "Juannus Castrioti" divenne "unus ex dominis Albanie" e il 25 febbraio del 1420 Giovanni Castriota, con tutti e quattro i suoi figli maschi (Staniša, Repoš, Costantino e Giorgio) firmò un accordo commerciale con la Repubblica di Ragusa, dove furono definite le imposte doganali che i mercanti ragusei dovevano pagare quando attraversavano le terre dei Castriota, da Shufada, a sud di Alessio, e fino a Prizren.
Nel 1422 Giovanni Castriota volta le spalle a Venezia e si alleò con Stefano Lazarevic del Despotato di Serbia al quale mandò uno dei suoi figli, forse ancora Staniša, con un esercito di albanesi, per combattere contro Scutari, allora veneziana.

monastero di Hilandar

Nel 1426 Giovanni coi quattro figli, Staniša, Repoš, Costantino e Giorgio sottoscrisse un documento in cui la famiglia faceva dono al monastero serbo di Hilandar, a Monte Athos, due villaggi, Rostuša e Trebište nell'odierna Macedonia del Nord. Forse nello stesso anno, o poco più tardi, Giovanni, Repoš, Costantino e Giorgio comprarono la torre di san Giorgio (detta anche torre albanese) dal suddetto monastero. Dall'assenza di Staniša nel documento si deduce che è lui, e non Giorgio, il figlio che Giovanni inviava periodicamente con le sue armate, alleate di volta in volta del sultano o del despota di Serbia.
Nel 1428 Giovanni venne sconfitto nuovamente dagli ottomani e fu costretto di fare pace col sultano: "scrive a Venezia pregandola, […], di non volergliene se il figlio, convertito alla fede musulmana, occupa territori veneziani insieme con l’esercito turco. Da Venezia gli si risponde che lui, come padre, deve servirsi
della sua influenza sul figlio e impedirgli di dar noie alla Repubblica." Non viene detto, neanche in questo caso, di quale figlio si tratta; ma dovrebbe trattarsi di Staniša. Comunque, sembra che si possa dedurre che questo figlio prendeva ordini più dal padre che dal sultano.

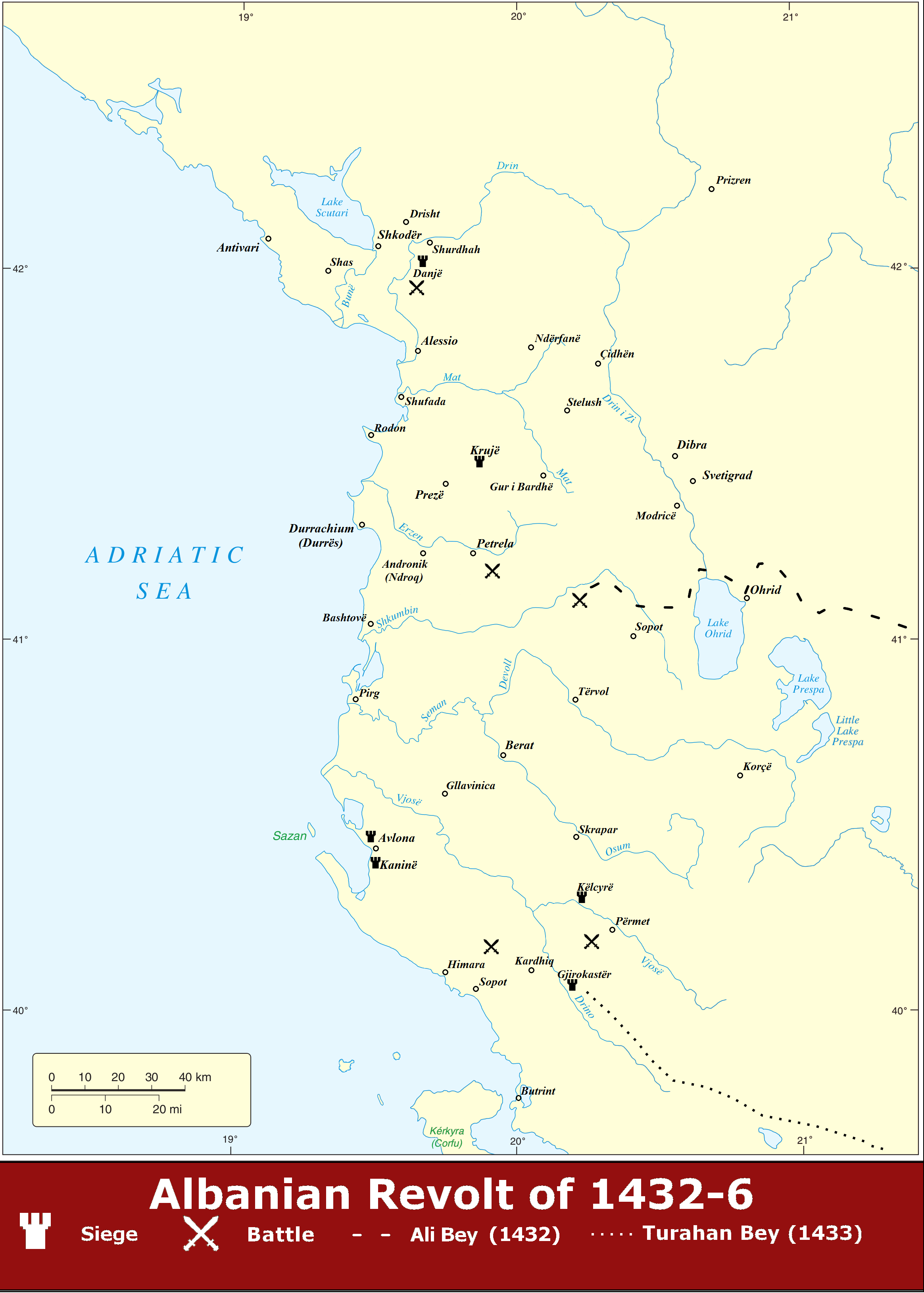
Mappa delle attività militari durante la rivolta albanese dal 1432 al 1436

Infine, Giovanni divenne nuovamente un alleato di Venezia nella battaglia di Tessalonica (1430), che, dal 1423, apparteneva a Venezia. Giovanni, come i veneziani, fu sconfitto dagli ottomani e le condizioni di pace, questa volta, divennero più pesanti: quattro suoi castelli furono rasi al suolo e due convertiti per alloggiare delle guarnigioni ottomane; le sue terre, in gran parte, vennero poste sotto l'amministrazione ottomana, cosi che Giovanni si dovette ritirare nella stretta zona montuosa che, come vassallo, gli era stata lasciata. Inoltre, Giovanni doveva pagare al sultano un tributo annuale e lo doveva servire col proprio esercito ovunque sarebbe stato chiamato. A parte Repoš, che, nel frattempo, si era fatto monaco, i suoi tre figli (Staniša, Costantino e Giorgio) servivano nell’esercito ottomano come alleati; in realtà questa sorta di servizio militare coatto veniva svolto non lontano dai confini albanesi, dove ritornavano appena terminava una missione. Sempre dopo la sconfitta nella battaglia di Tessalonica (1430), Giovanni e i suoi tre figli si convertono all'Islam, ma, secondo Fan Noli, solo in apparenza. Secondo la testimonianza di papa Pio II e del cronista di Ragusa, Pietro Luccari, lo stesso Giovanni prese il nome musulmano di "Hamza".
Sempre dopo la vittoria conseguita nella battaglia di Tessalonica, il Sultano Murad II fu in grado di esercitare il suo potere nella regione albanese quasi senza ostacoli, con un'amministrazione che calcolava le tasse e gli altri oneri dovuti dagli agricoltori e dai proprietari terrieri, suscitando l'ira della popolazione, tanto che tra il 1435 e il 1438, nell'Albania centrale e meridionale, nella valle del fiume Shkumbin e nell'area di Argirocastro, ci furono una serie di rivolte armate anti-ottomane dei contadini guidate da Giorgio Arianiti, futuro suocero di Scanderbeg, che furono soppresse sanguinosamente.
Nel 1438 Giovanni e i suoi figli, di nuovo in patria, ritornarono a essere cittadini onorari di Venezia. Nel luglio del 1439 ritornarono ad esserlo anche di Ragusa ma, con decisione del Senato raguseo il nome di Giorgio Castriota venne scritto e poi depennato. Fan Noli sostiene che "fra i turchi, in tempo di guerre e spedizioni, Giorgio Castriota adottò il soprannome di Scanderbeg; tornando a casa, per un armistizio o un periodo di pace, riprendeva il suo nome cristiano. Fu per questo che i veneziani, sapendolo cristiano, lo riconobbero loro alleato e cittadino onorario nel 1438; e fu per questo che nello stesso anno i ragusei, credendolo musulmano, lo rifiutarono."
Giovanni morì nel 1442 ca. Dopo la sua morte, Murad II assegnò il Principato d'Albania all'albanese rinnegato Hasàn Bey Versdesa. Con questo atto, il Sultano ruppe il patto a suo tempo concluso con Giovanni I Castriota secondo il quale, dopo la sua morte, uno dei suoi figli avrebbe ereditato i suoi domini.

### Religione
La religione di Giovanni fu influenzata dall'equilibrio internazionale delle forze politiche. Secondo i documenti del monastero serbo Hilandar a Monte Athos, Giovanni era un fedele della Chiesa ortodossa del Patriarcato serbo.
Durante la sua vita, Giovanni, insieme alla sua Casa, cambiò più volte religione. Fan Stilian Noli, storico, politico e vescovo ortodosso albanese, scrisse nella biografia su "George Castrioti Scanderbeg": "In materia di religione, Giovanni Castriota fosse un tipico albanese. Non era un fanatico seguace di alcuna fede, ma la cambiava in base ai suoi mutevoli orientamenti politici. Come alleato di Venezia (1407-1410; 1413) era cattolico romano; come sostenitore di Stefan Lazarević della Serbia (1419–1426) era serbo ortodosso; come alleato di Murat II (1410-1413; 1430-1438) era musulmano e tornò ad essere nuovamente cattolico romano dal 1438 come alleato e cittadino onorario di Venezia e Ragusa (oggi Dubrovnik); e morì da buon cristiano nel 1443." Anche altri principi albanesi del Medioevo perseguirono questa politica.
Secondo Oliver Jens Schmitt, professore di storia dell'Europa sudorientale all'Università di Vienna, i Castriota, originariamente, avevano rapporti con il mondo serbo-ortodosso. Ad esempio, Giovanni aveva donato la cosiddetta “torre albanese" al monastero serbo di Hilandar, dove anche il figlio Stanisha, per un po', ha vissuto come monaco.
I rapporti apparentemente frivoli con le religioni avevano almeno due motivi: per gli albanesi, la sicurezza politica era più importante della religione, e la tolleranza verso quelli di fede diversa era abbastanza comune all'epoca ed era praticata anche dagli ottomani, i quali non facevano proselitismo, ma "compravano le anime cristiane". Oltre a rigidi obblighi, la conversione all'Islam, portava alla riduzioni delle tasse e altri vantaggi pratici. I governanti ottomani non erano particolarmente interessati alla serietà del convertito nei confronti della nuova religione.

### Famiglia

La regione del Polog nell'odierna Macedonia del Nord

Giovanni I Castriota sposò Voisava, la figlia di un sovrano "triballiano", della "pianura triballiana", che corrisponde alla regione tra la Serbia e la Bulgaria, con la quale ebbe nove figli. Secondo Fan Stilian Noli, Voisava era la figlia del principe di Pollogu, vicino a Tetova: una regione che faceva parte del principato dei Balsha ed entrava nell'area di influenza dei Castriota. Gli abitanti di tale regione erano di stirpe bulgara, ma i suoi principi erano albanesi dall'epoca dei Balsha o comunque si erano albanesizzati tramite legami matrimoniali.
Secondo Oliver Jens Schmitt, i nomi dei figli di Giovanni testimonierebbero il background della famiglia balcanica-ortodossa e lo stretto rapporto con il mondo bulgaro-serbo. Infatti, i figli si chiamavano Repoš (alfabeto serbo: Репош), Staniša (alfabeto serbo: Станиша), Konstantin (alfabeto serbo: Константин) e Gjergj (italiano: Giorgio, serbo: Đurađ). Le figlie si chiamavano Mara (Maria), Jela (abbreviazione di Jelena o Jelisaveta, una forma serba di Elisabetta), Angjelina (Angelina), Vlaika (Vladislava) e Mamiza (Monica).
|                    |                    |                 |                 |            |            |              |              |                            |                            |                       |                |                 |                 |                      |                      |                     |                     |
|                    |                    |                 |                 |            |            |              |              |                            |                            | Pal (Paolo) * ? sp. ? |                |                 |                 |                      |                      |                     |                     |
|                    |                    |                 |                 |            |            |              |              |                            |                            |                       |                |                 |                 |                      |                      |                     |                     |
|                    |                    |                 |                 |            |            |              |              |                            |                            |                       |                |                 |                 |                      |                      |                     |                     |
|                    |                    |                 |                 |            |            |              |              | Giovanni I * ? sp. Voisava | Giovanni I * ? sp. Voisava | Alessio               | Alessio        | Costantino      | Costantino      |                      |                      |                     |                     |
|                    |                    |                 |                 |            |            |              |              |                            |                            |                       |                |                 |                 |                      |                      |                     |                     |
|                    |                    |                 |                 |            |            |              |              |                            |                            |                       |                |                 |                 |                      |                      |                     |                     |
| Staniša † 1446 ca. | Staniša † 1446 ca. | Repoš † 1437/38 | Repoš † 1437/38 | Costantino | Costantino | Mara (Maria) | Mara (Maria) | Giorgio I * 1405; † 1468   | Giorgio I * 1405; † 1468   | Jelena (Elena)        | Jelena (Elena) | Mamica (Monica) | Mamica (Monica) | Angjelina (Angelina) | Angjelina (Angelina) | Vlajka (Vladislava) | Vlajka (Vladislava) |